# Крессбронн-ам-Бодензее
Крессбронн-ам-Бодензеє (нім. Kressbronn am Bodensee) — громада в Німеччині, знаходиться в землі Баден-Вюртемберг. Підпорядковується адміністративному округу Тюбінген. Входить до складу району Бодензеє.
Площа — 20,42 км2. Населення становить 8624 ос. (станом на 31 грудня 2020).